# Günter Panske

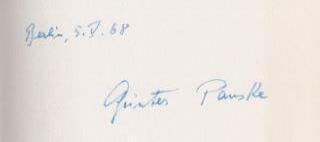
Signatur (1968)

Günter Panske (auch Günther, geboren vor 1945) ist ein deutscher literarischer Übersetzer.

## Leben
Günter Panske übersetzt aus dem Englischen. Er hat Romane von Autoren wie Norman Bogner, Colleen McCullough, Norman Mailer, Joy Fielding, Ken Follett, Philippa Gregory,  Harold Robbins, zwei Romane von Philip Roth, Jim Thompson, Barry Unsworth und Gore Vidal ins Deutsche übersetzt. Er übersetzte 1984 die Autobiografie von Roman Polański sowie 1994 Der lange Weg zur Freiheit von Nelson Mandela.  
Seine Übersetzungen waren auch Grundlage für Hörbuchbearbeitungen. 
An eigenen Werken ist das Gedicht Freunde, was beklagen wir? in einer 1949 von Hermann Lewy herausgegebenen Anthologie junger Autoren nachweisbar.